# Клері Полак
Клері Рут Полак (30 травня 1956, Амстердам — 31 серпня 2023) — нідерландська журналістка, радіо- та телеведуча та письменниця.

## Біографія
Клері Полак народилась і виросла у Амстердамі. Полак була єдиною дитиною коміків Каті Берндсен і Олександра Пола, сценічний псевдонім Абрахам Полак.
Після закінчення середньої школи Полак почала працювати редактором у голландській телерадіокомпанії. Через два роки вона стала політичним репортером радіо. Згодом стала ведучою радіопрограми. У 1998 році її назвали найкращим радіопродюсером.

## Творчість
З 27 січня 2003 року по 2 вересня 2010 року була ведучою на NOVA.Це був дебют журналістки й ведучої на телебаченні. У 2010 році Клері Рут отримала нагороду за інтерв'ю з Гансом ван Ґором у 2009 році. 12 листопада 2005 року вона була гостем програми «Це були новини» з Рене Міохом. Згодом Клері була вже ведучою радіопрограми Met het Oog op Morgen.
З 2011 року вона представляла програму Het Philosophisch Kwintet, у якій обговорювала актуальну тему разом із філософом Адом Вербрюгге та різними гостями. З 2017 року вона веде оновлену програму без Вербрюгге 

## Нагороди
- Найкращий радіовиробник 1998 року
- премія Sonja Barend 2010
- почесний срібний туристичний мікрофон у 2014 році.[2][4]

У 2017 році Полак зіграла роль голови суду у виставі «Терор». У 2017—2018 роках вона була журналістом додатку для подкастів. Водночас Клері займалась письменницькою діяльністю. У 2019 році був опублікований її дебютний роман про її особисте життя та життя її чоловіка Ніко Коммія (1944—2019), фінансового радника, який помер від хвороби Альцгеймера у віці 75 років.
Полак померла 31 серпня 2023 року у 67 років в Амстердамі.

## Зміна поглядів
Полак сказала, що їй більше подобається радіо. На її думку, радіо стосується контенту, а медіа є швидшим.  через її жорстокий стиль інтерв'ю. У 2008/2009 роках її вважали обличчям лівої журналістики. Полак зазначила в інтерв'ю: «Переважає думка, що бути критичним — це те ж саме, що бути лівим. Я знаю, що я критичний журналіст, і я теж хочу ним бути. Але я не хочу, щоб мене відкидали як лівий журналіст…».

## Публікації
- 1986 з Марійке Ховінг і Сієто Ховінг : Ніколи не обіцяли, що буде весело, Kampen: La Rivière & Voorhoeve, [1986].
- 1987 з Корсом ван Беннекомом і Коеном Ві: Uitmarkt: відкриття культурного сезону, Амстердам: AUB Amsterdams Uit Buro, 1987.
- 1997 з Бо ван дер Меуленом: [Ян Кал], немає місця: VARA, 1997. Серіал Метушня та розваги, 12.08.1997. Аудіокнига. Розмова з поетом Яном Калем про його збірку «1000 сонетів» (1997).
- 2005: 26000 облич, дебати, [немає місця], 2005. Відео про шукачів притулку, які вичерпали всі засоби правового захисту.
- 2010: Європа: ситуація в Ірландії, Хілверсум: NPS/VARA/VPRO, 2010. DVD video, Buitenhof, 28-11-2010.
- 2012 з Ad Verbrugge та Marc Joosten: The soul of the welfare state, Hilversum: Human, 2012. Серія: Філософський квінтет, відео.
- 2019: Beyond, Beyond, роман, Амстердам: Meulenhoff, [2019].